# コットンウッド郡 (ミネソタ州)

ミネソタ州内の位置

コットンウッド郡（Cottonwood County）は、アメリカ合衆国ミネソタ州に位置する郡である。人口は12,167人（2000年）である。郡庁所在地はウィンドムである。

## 地理
アメリカ合衆国統計局によると、この郡は総面積1,681 km2 (649 mi2) である。このうち1,658 km2 (640 mi2) が陸地で23 km2 (9 mi2) が水地域である。総面積の1.37%が水地域となっている。

### 隣接する郡
- レッドウッド郡（北）
- ブラウン郡（北東）
- ワトンワン郡（東）
- マーティン郡（南東）
- ジャクソン郡（南）
- ノーブルズ郡（南西）
- マレー郡（西）

## 人口動勢
2000年国勢調査で、この郡は人口12,167人、4,917世帯、及び3,338家族が暮らしている。人口密度は7/km2 (19/mi2) である。3/km2 (8/mi2) の平均的な密度に5,376軒の住宅が建っている。この都市の人種的な構成は白人95.23%、アフリカン・アメリカン0.34%、先住民0.23%、アジア1.63%、太平洋諸島系0.08%、その他の人種1.35%、及び混血1.14%である。ここの人口の2.19%はヒスパニックまたはラテン系である。
この郡内の住民は25.00%が18歳未満の未成年、18歳以上24歳以下が6.50%、25歳以上44歳以下が23.20%、45歳以上64歳以下が23.20%、及び65歳以上が22.10%にわたっている。中央値年齢は42歳である。女性100人ごとに対して男性は94.50人である。18歳以上の女性100人ごとに対して男性は91.50人である。
この郡内の世帯ごとの平均的な収入は31,943米ドルであり、家族ごとの平均的な収入は40,237米ドルである。男性は28,993米ドルに対して女性は19,934米ドルの平均的な収入がある。この郡の一人当たりの収入 (per capita income) は16,647米ドルである。人口の11.70%及び家族の7.40%は貧困線以下である。全人口のうち18歳未満の18.40%及び65歳以上の8.70%は貧困線以下の生活を送っている。

## 都市及び町

### 都市
- Bingham Lake
- Comfrey[注釈 1]
- ジェファーズ
- Mountain Lake
- Storden
- ウエストブルック
- ウィンダム

### 郡区
- Amboy Township
- Amo Township
- アン郡区
- カーソン郡区
- デール郡区
- デルトン郡区
- ジャーマンタウン郡区
- グレートベンド郡区
- ハイウォーター郡区
- Lakeside Township
- Midway Township
- Mountain Lake Township
- ローズヒル郡区
- Selma Township
- サウスブルック郡区
- スプリングフィールド郡区
- Storden Township
- ウエストブルック郡区